# Совзагранбанк

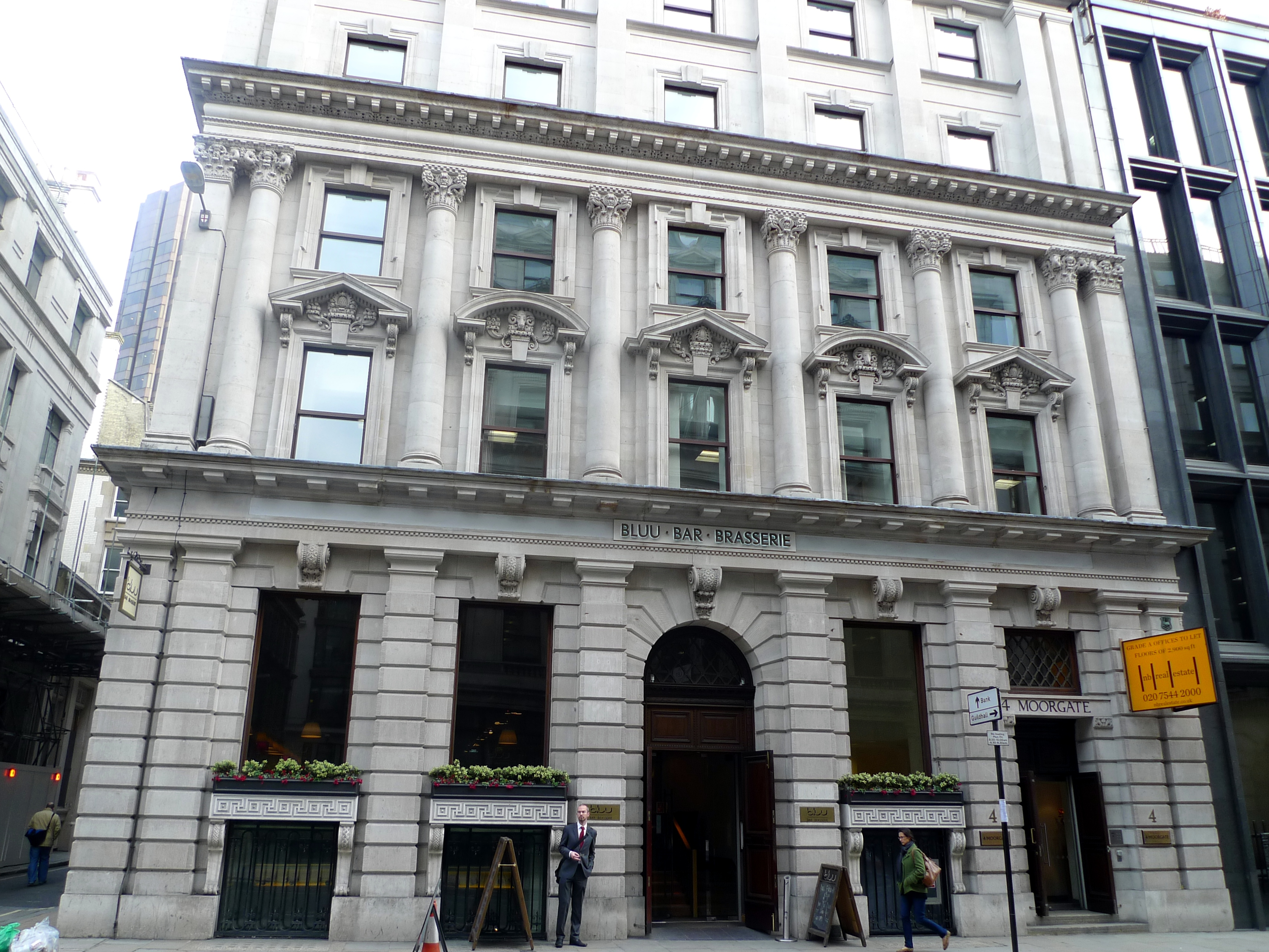
Бывшее здание Моснарбанка в Лондоне

Совзагранбанк (сокр. от «советский заграничный банк», после 1991 года — росзагранбанк) — наименование советских кредитно-финансовых учреждений за рубежом, осуществлявших расчётно-кассовые операции с денежной валютой, золотовалютными фондами, драгоценными металлами и ценными бумагами за пределами СССР.
Совзагранбанк, как правило, формально являлся структурным подразделением (дочерней структурой) банковского учреждения в Советском Союзе (Госбанк, Всекобанк, Роскомбанк, Внешторгбанк, Сбербанк, Промбанк, а также торгпредства и другие организации и учреждения), при этом, как самостоятельный субъект хозяйственной деятельности он регистрировался по месту пребывания и все свои валютно-финансовые операции осуществлял в соответствии с местным банковским и налоговым законодательством (за исключением тех банков, которые были созданы как подразделения советской военной администрации в странах, в которых, в рамках соответствующих международных соглашений по итогам Второй мировой войны размещались советские военные контингенты, — указанные банки действовали в соответствии с приказами, полученными от советских военачальников).

## Перечень банков с указанием филиалов
| Филиалы, агентства, представительства и отделения «Русско-Азиатского банка» | Филиалы, агентства, представительства и отделения «Русско-Азиатского банка» | Филиалы, агентства, представительства и отделения «Русско-Азиатского банка» | Филиалы, агентства, представительства и отделения «Русско-Азиатского банка» | Филиалы, агентства, представительства и отделения «Русско-Азиатского банка» |
| Местонахождение | Местонахождение                                                             | Адрес(а)                                                                    | Годы функционирования                                                       | Руководство                                                                 |
| --- | --------------------------------------------------------------------------- | --------------------------------------------------------------------------- | --------------------------------------------------------------------------- | --------------------------------------------------------------------------- |
| Флаг Франции | Париж                                                                       | 2 Rue le Peletier → 26 Rue Laffitte                                         | 1895 — 26.09.1926                                                           |                                                                             |
| Флаг Великобритании | Лондон                                                                      | 41 Threadneedle Street → 64 Old Broad Street                                | 1895 — 28.09.1926                                                           | Chantrey Inchbald (manager)                                                 |
| Флаг США | Нью-Йорк                                                                    | 120 Broadway                                                                | 1895 — ?                                                                    | John MacGregor Grant (representative)                                       |
| Флаг США | Сан-Франциско                                                               |                                                                             | 1905 — ?                                                                    |                                                                             |
| Флаг Британской Индии | Калькутта                                                                   |                                                                             | 1905 — ?                                                                    |                                                                             |
| Флаг Британской Индии | Бомбей                                                                      |                                                                             | 1905 — ?                                                                    |                                                                             |
| Флаг Монголии | Урга                                                                        |                                                                             | 1905 — ?                                                                    |                                                                             |
| Флаг Китая (1912-1928) | Тяньцзинь                                                                   |                                                                             | 1905 — 26.09.1926                                                           | Sergei P. Ermolaieff (manager)                                              |
| Флаг Китая (1912-1928) | Чанчунь                                                                     |                                                                             | 1905 — ?                                                                    |                                                                             |
| Флаг Китая (1912-1928) | Чифу                                                                        |                                                                             | 1905 — 1926                                                                 | E. Blacher (manager)                                                        |
| Флаг Китая (1912-1928) | Пекин                                                                       |                                                                             | 1905 — 26.09.1926                                                           |                                                                             |
| Флаг Китая (1912-1928) | Ханькоу                                                                     |                                                                             | — 26.09.1926                                                                | S. de Jastrzembsky (manager)                                                |
| Флаг Китая (1912-1928) | Нючжуан                                                                     |                                                                             | 1905 — ?                                                                    |                                                                             |
| Флаг Китая (1912-1928) | Хайлар                                                                      |                                                                             | 1905 — 26.09.1926                                                           |                                                                             |
| Харбин | Харбин                                                                      |                                                                             | 1905 — 26.09.1926                                                           |                                                                             |
| Флаг Гонконга | Гонконг                                                                     |                                                                             | 1905 — ?                                                                    |                                                                             |
| Шанхайский международный сеттльмент | Шанхай                                                                      | 29 Bund                                                                     | 1905 — 28.09.1926                                                           |                                                                             |
| | Мукден                                                                      |                                                                             | 1905 — 26.09.1926                                                           |                                                                             |
| Флаг Японии (1870—1999) | Дайрен                                                                      |                                                                             | 1905 — 26.09.1926                                                           |                                                                             |
| Флаг Японии (1870—1999) | Кобэ                                                                        | 26 Naniwa-machi                                                             | 1905 — ?                                                                    |                                                                             |
| Флаг Японии (1870—1999) | Нагасаки                                                                    | 4 Bund → 15 Bund                                                            | 1905 — ?                                                                    |                                                                             |
| Флаг Японии (1870—1999) | Порт-Артур                                                                  |                                                                             | 1905 — ?                                                                    |                                                                             |
| Флаг Японии (1870—1999) | Йокогама                                                                    | 77 Water Street                                                             | 1905 — ?                                                                    | count L. Jezierski, G. Garrere (managers)H. A. Stewart (manager)            |
| Главная контора и 86 отделений банка на территории Российской Империи и 23 в Европе и Азии (по состоянию на 1914 год). |                                                                             |                                                                             |                                                                             |                                                                             |
| По умолчанию, для тех филиалов, точная дата открытия которых не установлена в представленной таблице указывается данные из имеющихся справочных материалов. Применительно к руководству для каждого конкретного подразделения указаны последние известные данные. |                                                                             |                                                                             |                                                                             |                                                                             |

| Филиалы и агентства «Моснарбанка» | Филиалы и агентства «Моснарбанка» | Филиалы и агентства «Моснарбанка» | Филиалы и агентства «Моснарбанка» | Филиалы и агентства «Моснарбанка» |
| Местонахождение | Местонахождение                   | Адрес(а)                          | Годы функционирования             | Подробности                       |
| --- | --------------------------------- | --------------------------------- | --------------------------------- | --------------------------------- |
| Флаг Франции | Париж                             |                                   | 1925—1934                         |                                   |
| Флаг США | Нью-Йорк                          | 309 Broadway                      | 1916—1920, 1926—1934/35           |                                   |
| Флаг Веймарской республики | Берлин                            |                                   | 1928—1935                         |                                   |
| Шанхайский международный сеттльмент | Шанхай                            |                                   | 1934—1950                         |                                   |
| В настоящей таблице представлены филиалы «Моснарбанка», существовавшие до 1950 года. Все филиалы, как открывшиеся в итоге, так и оставшиеся в планах после 1950 года указаны в общей таблице ниже. |                                   |                                   |                                   |                                   |

## История
Контрольный пакет акций большинства совзагранбанков принадлежал советским банкам и кредитно-финансовым учреждениям. Стремительное увеличение числа совзагранбанков и аффилированных коммерческих структур за рубежом приходится на середину 1920-х годов, когда в СССР реализовывался курс Новой экономической политики.
В 1950—1960-х годах совзагранбанки принимали активное участие в формировании рынка евродолларов и в ряде других веховых событий в истории международной валютно-финансовой системы.
С 1958 по 1979 год объём торговли в денежном выражении СССР и стран СЭВ с капиталистическими странами увеличился в 15 раз, — соответственно этому, возросла роль совзагранбанков, занимавшихся кредитованием этой торговли. К концу 1976 года совокупные активы совзагранбанков превысили 7,5 млрд $, что примерно в 34 раза превысило размеры их активов в 1958 году.
После распада Советского Союза совзагранбанки стали фактически самостоятельными банковскими учреждениями формально Центральный банк России: Евробанк (Париж), МНБ (Лондон), Ост-Вест Хандельсбанк (Франкфурт), Донаубанк (Вена) и Банк Юни Эст-Уэст (Люксембург), совокупные активы указанных банков оценивались на сумму около 3 млрд $ Впоследствии, активы совзагранбанков были приобретены современными российскими банками.

## Торгпредства
Банковские отделы действовали при советских торговых представительствах в Афганистане (Кабул) и Западном Китае (Урумчи, Кашгар, Кульджа, Чугучак).

## Росзагранбанки
Росзагранбанки (сокр. РЗБ) — наименование для совзагранбанков после 1991 года, после того как были соблюдены все формальности, сопряжённые с переходом из советской юрисдикции в российскую.